# Hydraena hamifera
Hydraena hamifera är en skalbaggsart som beskrevs av Peter Zwick 1977. Hydraena hamifera ingår i släktet Hydraena och familjen vattenbrynsbaggar. Inga underarter finns listade i Catalogue of Life.